# VNUML
VNUML wurde am Telematics Engineering Department (DIT) der Technischen Universität Madrid im Rahmen des Euro6IX Forschungsprojektes entwickelt, um IPv6-Szenarien im Zusammenspiel mit User Mode Linux und der Zebra/Quagga Routing Suite zu simulieren und zu testen.

## Funktionsweise
Das gewünschte Netzwerk-Szenario wird in einem speziell entwickelten XML-Format, der VNUML Language, definiert. Ein Perl-Script (vnumlparser.pl) parst die XML-Datei und startet nacheinander je eine virtuelle Maschine pro Teilnehmer (Knoten) im Netzwerk mittels User Mode Linux.
Da jede virtuelle Maschine (auch VM oder UML genannt) über einen eigenen, „echten“ Linux-Kernel und ein eigenes Filesystem verfügt, entsteht bei der Simulation durch VNUML ein realistisches Netzwerkszenario, in dem sich alle Teilnehmer so verhalten, als seien sie echte, autonome Linux-Rechner.

## Vorteile
Mit relativ geringem Aufwand lassen sich auch komplexe Netzwerke auf einem oder mehreren Wirts-Rechnern (in der VNUML Terminologie: Host) simulieren, wobei sich jede virtuelle Maschine im gleichen Maße konfigurieren und administrieren lässt, wie ein echter, dedizierter Linux-Rechner. Damit eignet sich VNUML besonders für experimentelle Arbeiten im Bereich der Rechnernetze.

## Nachteile
- Die Knoten des Netzwerkes sind stets Linux-basierende Systeme.
- Latenzen werden bei der Kommunikation über die virtuellen Netzwerke nicht simuliert.
- Die Performanz der Simulation nimmt mit wachsender Zahl der Knoten im Netzwerk ab.